# ショプロン - ソンバトヘイ線
ショプロン - ソンバトヘイ線（ハンガリー語: Sopron–Szombathely-vasútvonal）は、ハンガリー国鉄の鉄道線の名称である。路線番号は15。

## 歴史
1858年9月23日にオェデンブルク - カニジャ鉄道の建設期限は、私有化された南部鉄道株式会社（Südbahn-Gesellschaft）の設立許可に関する条件で明示された。合議書によれば、この路線は1865年まで複線の路盤で建設されるべきであった。鉄道の建設は財政問題と土地の買い入れ問題の理由で遅延されて、本線の競争路線の建設を望まない意見もあった。南部鉄道はオフェン（ブダ） - カニジャ鉄道の開通の後にハンガリーの交通は発展するのを計算して、その意見に反論した。1863年に南部鉄道はオェデンブルク - ソンバトヘイ区間の工事を開始して、1865年9月21日にこの路線はソンバトヘイ - カニジャ区間とともに開業された。
1908年以降、ショプロン - ハルカ間は現在のブルゲンラント鉄道と並行することとなった。
1953年以来にショプロン区間の移設でケーセグ方面の鉄道線のみが使用されている。家畜用荷役場マルハパーリアウヴァルを経由した、ショプロン市内の元の線路は1959年まで存続した。1970年から1974年までジェール・ショプロン・エーベンフルト鉄道（Győr-Sopron-Ebenfurti Vasút Zrt., GYSEV）はショプロン操車場建設工事を実行した。

## 運行形態
快速と普通について説明する。

### 普通
ショプロン - ソンバトヘイ間に、1-2時間に1本の運行。そのうち約半数強が、21号線に直通し、セントゴトハールドまで運行される。

### 過去の運行種別
- 快速(O)
  - ショプロン - ソンバトヘイ - ペーチ
一日1往復運行していた。ソンバトヘイ以南は17号線に直通していた。また、季節により、ケストヘイ方面の車両を連結することがあり、この車両はソンバトヘイ以南20号線に直通していた。途中、レヴェーとビュクにのみ停車していた。
2016年末にショプロンケヴェシュド、2018年末にシャルケヴェシュクートが、ペーチ方面行のみの停車駅に加えられた。
2020年末に休止。

## 駅一覧
以下では、ハンガリー国鉄15号線の駅と営業キロ、停車列車、接続路線などを一覧表で示す。
- 種別
  - S：普通
- 停車駅
  - ■印：全列車停車
  - ●印：一部通過
  - ○印：一部停車
  - ｜印：全列車通過

| 路線名 | 駅名                                           | 駅間営業キロ | 累計営業キロ | S  | 接続路線 | 所在地                           | 所在地         |
| ------ | ---------------------------------------------- | ------------ | ------------ | -- | --- | -------------------------------- | -------------- |
| 15     | ショプロン駅                                   | -            | 0            | ■  | 8号線（ブダペスト方面） オーストリア国鉄 512号線（ドイチュクロイツ方面、ウィーン方面） 524号線（ノイシュタト方面）                                 | ジェール・モション・ショプロン県 | ショプロン郡   |
| 15     | ハルカ駅(休止中)                               |              | (5)          | ｜ | | ジェール・モション・ショプロン県 | ショプロン郡   |
| 15     | コープハーザ駅                                 | 6            | 6            | ■  | | ジェール・モション・ショプロン県 | ショプロン郡   |
| 15     | ナジツェンク駅                                 | 6            | 12           | ■  | | ジェール・モション・ショプロン県 | ショプロン郡   |
| 15     | ペレステグ駅(休止中)                           |              | (15)         | ｜ | | ジェール・モション・ショプロン県 | ショプロン郡   |
| 15     | ショプロンケヴェシュド駅                       | 8            | 20           | ■  | | ジェール・モション・ショプロン県 | ショプロン郡   |
| 15     | レヴェー駅                                     | 5            | 25           | ■  | | ジェール・モション・ショプロン県 | ショプロン郡   |
| 15     | ネメシュケール・エジハーザシュファル駅(休止中) |              | (28)         | ｜ | | ジェール・モション・ショプロン県 | ショプロン郡   |
| 15     | ウーイケール駅                                 | 5            | 30           | ■  | | ジェール・モション・ショプロン県 | ショプロン郡   |
| 15     | トルマーシュリゲト駅                           | 4            | 34           | ■  | | ヴァシュ県                       | ケーセグ郡     |
| 15     | ビュク駅                                       | 5            | 39           | ■  | | ヴァシュ県                       | ケーセグ郡     |
| 15     | アチャード駅                                   | 11           | 50           | ■  | | ヴァシュ県                       | ソンバトヘイ郡 |
| 15     | シャルケヴェシュクート・ヴァッシュラーニ駅     | 3            | 53           | ■  | | ヴァシュ県                       | ソンバトヘイ郡 |
| 15     | ソンバトヘイ駅                                 | 9            | 62           | ■  | 16号線（ブダペスト方面）、17号線（ペーチ方面） 18号線（ケーセグ方面）、20号線（セーケシュフェヘールヴァール方面） 21号線（セントゴトハールド方面） | ヴァシュ県                       | ソンバトヘイ郡 |